# Różana (Ząbkowice Śląskie)
Pour les articles homonymes, voir Różana.
Różana est une localité polonaise de la gmina de Stoszowice, située dans le powiat de Ząbkowice Śląskie en voïvodie de Basse-Silésie.